# Kategoria e Parë 1960
Die Kategoria e Parë 1960 (sinngemäß: Erste Liga) war die 23. Austragung der albanischen Fußballmeisterschaft und wurde vom nationalen Fußballverband Federata Shqiptare e Futbollit ausgerichtet.

## Saisonverlauf
Die Kategoria e Parë wurde zur Spielzeit 1960 von acht auf zehn Mannschaften aufgestockt. Daher hatte es im Vorjahr keinen Absteiger gegeben. Neu in der Liga waren  Lokomotiva Durrës, das den direkten Wiederaufstieg geschafft hatte, und der FK Tomori Berat, der 1956 aus der ersten Liga abgestiegen war. Beide hatten sich in einer Play-off-Runde durchgesetzt. Titelverteidiger war der FK Partizani Tirana.
Die Meisterschaft wurde in einer regulären Spielzeit mit Hin- und Rückrunde ausgetragen. Jedes Team trat zwei Mal gegen jede andere Mannschaft an. Der Tabellenletzte stieg in die damals noch zweitklassige Kategoria e dytë ab.
Insgesamt fielen 219 Tore, was einem Schnitt von 2,4 Treffern pro Partie entspricht. Torschützenkönig mit zwölf Treffern wurde Panajot Pano von FK Partizani Tirana.
Nachdem in den Vorjahren nur ein vierter und ein dritter Platz herausgesprungen waren, kehrte Dinamo Tirana 1960 an die Spitze zurück. Mit dem siebten Meistertitel der Vereinsgeschichte zog der Klub mit dem bisherigen alleinigen Rekordmeister Partizani Tirana gleich, der diesmal mit vier Punkten Rückstand Zweiter wurde. Schon zwölf Zähler zurück lag 17 Nëntori Tirana auf Rang drei. Nach einem letzten Platz im Vorjahr schob sich auch Skënderbeu Korça wieder nach oben und erreichte Platz vier knapp vor Besa Kavaja. Sechster wurde Flamurtari Vlora. Die übrigen Teams waren in den Abstiegskampf verwickelt: Labinoti Elbasan schaffte diesen mit drei Punkten Vorsprung, auch Neuling Tomori Berat und Vllaznia Shkodra konnten sich in einer recht engen Entscheidung retten. Somit musste der Tabellenletzte Lokomotiva Durrës nach nur einem Jahr wieder den Gang in die Zweitklassigkeit antreten.

## Vereine
| Verein              | Logo                      | Stadt   |
| ------------------- | ------------------------- | ------- |
| Lokomotiva Durrës   | Logo Teuta Durrës         | Durrës  |
| Labinoti Elbasan    | Logo KS Elbasani          | Elbasan |
| KS Skënderbeu Korça | Logo Skënderbeu           | Korça   |
| KS Vllaznia Shkodra | Logo FK Vllaznia Shkoder  | Shkodra |
| 17 Nëntori Tirana   | Logo SK Tirana            | Tirana  |
| KS Flamurtari Vlora | Logo Flamurtari Vlora     | Vlora   |
| FK Partizani Tirana | Logo FK Partizani Tirana  | Tirana  |
| KS Dinamo Tirana    | Logo Dinamo Tirana        | Tirana  |
| KS Besa Kavaja      | Logo KS Besa Kavajë       | Kavaja  |
| FK Tomori Berat     | Vereinslogo von FK Tomori | Berat   |

## Abschlusstabelle
| Pl. | Verein                  | Sp. | S  | U | N  | Tore    | Quote | Punkte |
| --- | ----------------------- | --- | -- | - | -- | ------- | ----- | ------ |
| 1.  | KS Dinamo Tirana        | 18  | 15 | 2 | 1  | 044:900 | 4,89  | 32:40  |
| 2.  | FK Partizani Tirana (M) | 18  | 12 | 4 | 2  | 041:120 | 3,42  | 28:80  |
| 3.  | 17 Nëntori Tirana       | 18  | 8  | 4 | 6  | 022:170 | 1,29  | 20:16  |
| 4.  | KS Skënderbeu Korça     | 18  | 7  | 5 | 6  | 023:270 | 0,85  | 19:17  |
| 5.  | KS Besa Kavaja          | 18  | 6  | 6 | 6  | 018:190 | 0,95  | 18:18  |
| 6.  | KS Flamurtari Vlora     | 18  | 5  | 6 | 7  | 018:170 | 1,06  | 16:20  |
| 7.  | Labinoti Elbasan        | 18  | 3  | 7 | 8  | 013:280 | 0,46  | 13:23  |
| 8.  | FK Tomori Berat (N)     | 18  | 4  | 4 | 10 | 018:340 | 0,53  | 12:24  |
| 9.  | KS Vllaznia Shkodra     | 18  | 4  | 4 | 10 | 011:300 | 0,37  | 12:24  |
| 10. | Lokomotiva Durrës (N)   | 18  | 3  | 4 | 11 | 011:260 | 0,42  | 10:26  |

| (M) | amtierender albanischer Meister |
| (N) | Neuaufsteiger                   |

## Kreuztabelle
| 1960                | KS Dinamo Tirana | FK Partizani Tirana | 17 Nëntori Tirana | KS Skënderbeu Korça | KS Besa Kavaja | KS Flamurtari Vlora | Labinoti Elbasan | FK Tomori Berat | KS Vllaznia Shkodra | Lokomotiva Durrës |
| KS Dinamo Tirana    |                  | 2:0                 | 2:0               | 5:1                 | 4:0            | 2:0                 | 6:1              | 2:0             | 4:0                 | 1:0               |
| FK Partizani Tirana | 3:1              |                     | 2:1               | 4:1                 | 1:0            | 1:0                 | 4:0              | 7:0             | 6:0                 | 1:0               |
| 17 Nëntori Tirana   | 0:1              | 2:2                 |                   | 2:2                 | 1:0            | 1:0                 | 1:0              | 4:2             | 2:0                 | 4:0               |
| KS Skënderbeu Korça | 1:3              | 0:2                 | 1:1               |                     | 2:1            | 2:1                 | 2:0              | 2:1             | 3:1                 | 1:0               |
| KS Besa Kavaja      | 1:2              | 0:0                 | 0:1               | 2:1                 |                | 2:1                 | 1:1              | 3:1             | 0:0                 | 3:1               |
| KS Flamurtari Vlora | 1:1              | 1:1                 | 2:0               | 1:1                 | 0:1            |                     | 3:2              | 2:0             | 3:0                 | 2:2               |
| Labinoti Elbasan    | 0:4              | 0:1                 | 1:1               | 1:0                 | 1:1            | 0:0                 |                  | 1:1             | 1:0                 | 2:0               |
| FK Tomori Berat     | 1:2              | 2:1                 | 0:1               | 1:1                 | 1:2            | 0:0                 | 1:1              |                 | 1:0                 | 3:1               |
| KS Vllaznia Shkodra | 0:2              | 1:4                 | 1:0               | 0:0                 | 0:0            | 0:1                 | 1:1              | 4:1             |                     | 2:1               |
| Lokomotiva Durrës   | 0:0              | 1:1                 | 1:0               | 1:2                 | 1:1            | 1:0                 | 1:0              | 0:2             | 0:1                 |                   |

## Die Mannschaft des Meisters Dinamo Tirana
| 1.                 | Dinamo Tirana |
| Logo Dinamo Tirana | Skender Jareci, Dhimiter Qoshja, Skender Halili, Selim Gjoci, Qamil Alluni, Hysen Verria, Avdulla Duma, Eqerem Tallushi, Mehdi Bushati, Stavri Lubonja, Thoma Duro, Shyqyri Rreli, Esat Beliu, Lorenc Vorfi, Teodor Gjikuria, Nexhmedin Caushi, Muhamet Vila, Alfred Ruco, Mile Qoshja, Nikolle Bespalla, Namik Jareci, Eqerem Caslli – Trainer: Zyber Konci. |